# تدی خرسه (آلبوم تک‌آهنگ)
تدی خرسه (انگلیسی: Teddy Bear) چهارمین آلبوم تک‌آهنگ گروه دخترانه کره جنوبی استی‌سی است که در ۱۴ فوریه ۲۰۲۳ توسط های آپ انترتینمنت منتشر شد و شامل دو قطعه از جمله تک‌آهنگ آغازین با همین نام است.

## ترویج
پس از انتشار تدی خرسه در ۱۴ فوریه ۲۰۲۳، استی‌سی یک رویداد زنده برای معرفی این آلبوم تک‌آهنگ و ارتباط با طرفداران خود برگزار کرد.

## جدول‌ها
| جدول (۲۰۲۳)                | بهترین جایگاه |
| -------------------------- | ------------- |
| آلبوم‌های کره جنوبی (گائون) | ۱             |

| جدول (۲۰۲۳)                | بهترین جایگاه |
| -------------------------- | ------------- |
| آلبوم‌های کره جنوبی (گائون) | ۶             |

## گواهی‌نامه و فروش
| منطقه                | گواهی‌نامه | واحدهای گواهی‌شده/فروش‌ها |
| -------------------- | --------- | ----------------------- |
| کره جنوبی (کی‌ام‌سی‌ای) | پلاتین    | ۴۱۴٬۷۹۸                 |

## تاریخچه انتشار
| منطقه     | تاریخ         | فرمت                  | ناشر          |
| --------- | ------------- | --------------------- | ------------- |
| کره جنوبی | ۱۴ فوریه ۲۰۲۳ | سی‌دی                  | های آپ کاکائو |
| مختلف     | ۱۴ فوریه ۲۰۲۳ | دانلود دیجیتال استریم | های آپ کاکائو |